# Callicebus aureipalatii
Callicebus aureipalatii (Тіті Мадіді) — рід широконосих мавп родини Сакієві (Pitheciidae).

## Опис
Має оранжево-коричневе хутро, характерний золотий вінець, білий кінчик хвоста і темно-червоні руки і ноги. 

## Поширення
Вид був виявлений в низинних землях північно-західної Болівії, в лісі біля підніжжя Анд. Дослідження показують, що населяє західний берег річки Бені. Розширення на схід і північ ареалу не відомі. Ареал може поширюватися (на що вказують попередні дані досліджень) на південь Перу (принаймні, до річки Тамбопата).

## Спосіб життя
Моногамні. Пара оберігає територію від конкуруючих пар, насамперед, територіальними співами. Самець як правило доглядає за дітьми, поки вони не можуть вижити самостійно.

## Загрози та охорона
Іноді на них полюють. Існує загальна загроза руйнування середовища проживання, пов'язаного з розвитком доріг, розвідки вуглеводнів, передбачуваний розвиток біодизельного палива. Цей вид зустрічається в Національному Парку Мадіді, а також Природній області інтегрованого управління в Болівії, а також ймовірно в ісп. Parque Nacional Bahuaja-Sonene в Перу.